# La Partie de chasse de Henri IV
Pour les articles homonymes, voir La Partie de chasse et Henri IV.
La Partie de chasse de Henri IV est une comédie en 3 actes, en prose, de Charles Collé (1709-1783), qui fait partie de son Théâtre de société.

## Argument
La pièce comporte deux volets nettement distincts :
- à l'acte I, pendant qu'Henri IV et ses courtisans se préparent à partir pour la chasse, on assiste au dénouement d'une intrigue de cour dirigée contre Sully : lors d'un entretien avec le roi (Acte I, Scène 6) le ministre parvient à se disculper des accusations qui avaient été portées contre lui et se réconcilie avec le souverain qui lui rend hautement son amitié ;
- aux actes II et III, Henri IV, qui s'est trouvé séparé de sa chasse par un orage, se retrouve chez des paysans et bénéficie de l'hospitalité d'un meunier. Il peut observer les mœurs simples des gens du peuple et éprouver sa propre popularité. Il a également l'occasion de rendre justice à une jeune fille vertueuse enlevée par un grand seigneur. Le dénouement de la pièce comporte un rappel de l'acte I.

## Histoire
Une première version de la pièce, intitulée Le Roi et le Meunier, correspondant aux actes II et III, fut entreprise par Collé en 1760, sur la base d'un « conte dramatique » de Robert Dodsley, Le Roi et le Meunier de Mansfield (The King and the Miller of Mansfield, 1736), qui avait été traduit en français en 1756. Collé transposa l'intrigue en France et introduisit le personnage de Henri IV, mais surtout, il modifia complètement le caractère de la paysanne qui, dans l'original anglais, s'était laissée séduire par le seigneur qui lui avait fait croire qu'elle avait été abandonnée par son fiancé, ce qui n'empêchait pas l'affaire de se conclure par un mariage à prix d'argent payé par le séducteur. Dans la pièce française, le caractère vertueux des paysans est plus conforme à l'esprit du temps, imprégné par la philosophie des Lumières.

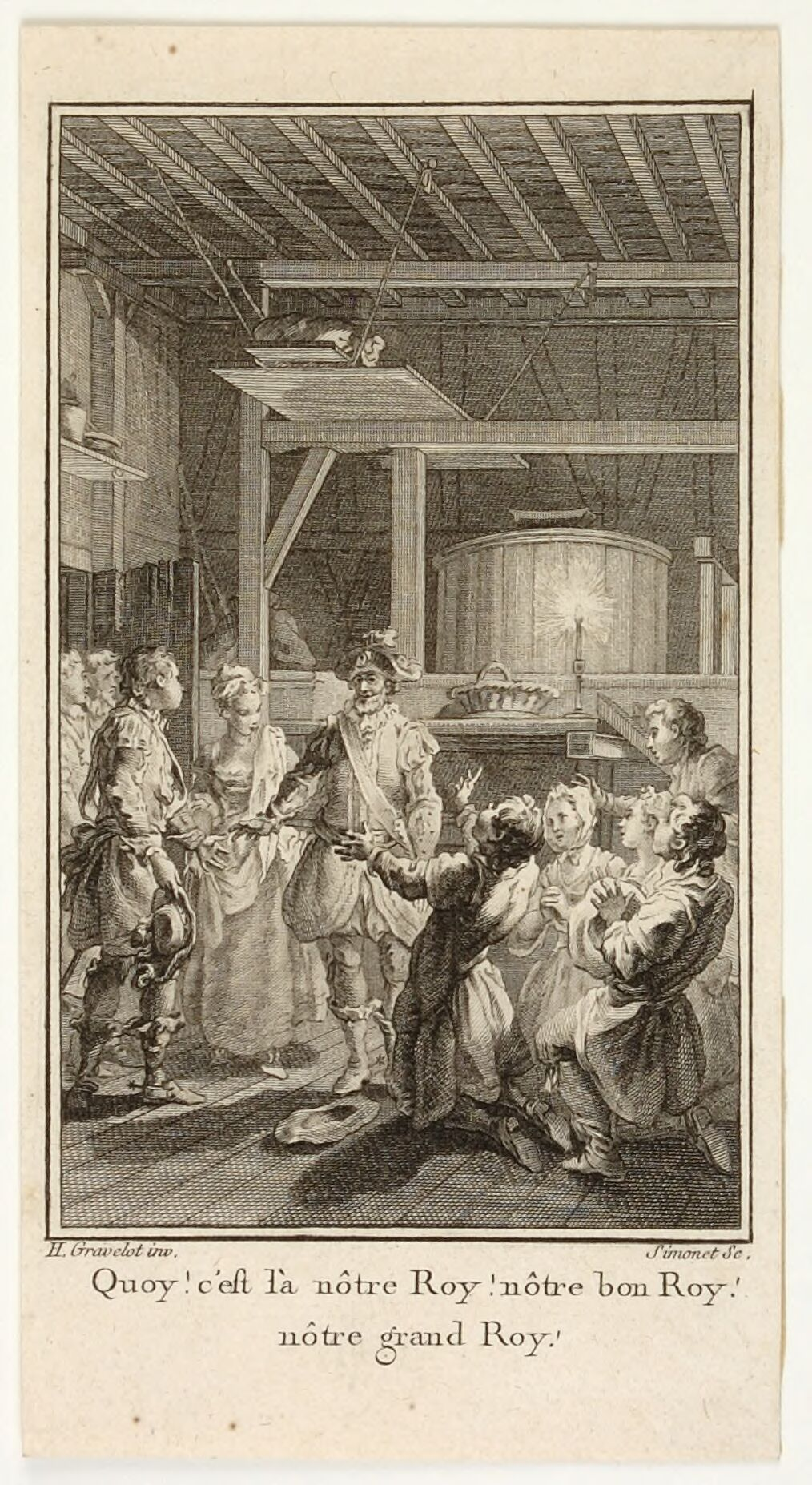
Gravure de Jean-Baptiste Blaise Simonet d'après Gravelot dans le première édition de 1766.

Le Roi et le Meunier fut joué le 8 juillet 1762 à Bagnolet, sur le théâtre du duc d'Orléans, et remporta un grand succès. Collé essaya, mais en vain, de faire recevoir son œuvre à la Comédie-Française. Il voulut alors lui donner davantage d'ampleur et rajouta l'acte I, centré sur le personnage de Sully, et dont la source principale est à rechercher dans les Mémoires du ministre. Ainsi complétée, la pièce fut représentée à Bagnolet le 25 décembre 1764, puis au Théâtre de la Monnaie à Bruxelles le 1er janvier 1767, et sur de nombreux théâtres de société, y compris en présence de Louis XV lors de l'inauguration du pavillon de Madame du Barry à Louveciennes le 2 septembre 1771. Le 11 mai 1770, cette comédie en prose fut jouée à l'hôtel des Intendants de Champagne à Châlons-en-Champagne par les soins et sur les ordres de Gaspard-Louis Rouillé d'Orfeuil, alors Intendant, au début d'une réception offerte à l'occasion du passage de l'archiduchesse d'Autriche Marie-Antoinette qui se rendait à Paris pour épouser le dauphin, futur Louis XVI. En revanche, le Roi s'opposa toujours à ce qu'elle fût jouée sur les théâtres publics de Paris, quoiqu'il la laissât imprimer à partir de 1766. Sans doute Louis XV craignait-il le parallèle qu'on n'eût pas manqué d'établir entre son style de monarchie et celui d'Henri IV. L'exaltation de l'idéal d'une monarchie qui prend directement ses racines dans le peuple et met de côté la noblesse et la cour, présentées comme des foyers d'intrigue, pouvait alors passer pour subversive. Si le concept n'était anachronique, c'est l'idéal de l'orléanisme qui se trouvait ainsi proclamé – comme dans Le Siège de Calais de Dormont de Belloy – et l'on n'aura garde d'oublier que l'auteur était au service du duc d'Orléans, qui pouvait parfaitement incarner cet idéal bonhomme et bourgeois.
Après la mort de Louis XV en 1774, Louis XVI et son ministre Turgot pouvaient en revanche se réclamer du couple Henri IV / Sully : aussi la pièce fut-elle aussitôt reçue à la Comédie-Française avec un immense succès et jouée au Théâtre des Tuileries à partir du 16 novembre 1774 pour 26 représentations. Jusqu'à la Révolution française, elle fut jouée aussi souvent que Le Mariage de Figaro et vivement applaudie à toutes ses reprises.
Sous la Restauration, l'air Vive Henri IV ! était fréquemment chanté et joué dans les cérémonies se déroulant hors de la présence du Roi et de la famille royale. Il faisait alors figure d'hymne quasi-officiel de la monarchie légitimiste :
Vive Henri Quatre !
Vive ce roi vaillant !
Ce diable à quatre
A le triple talent
De boire et de battre
Et d'être un vert galant.
La pièce se soutint au répertoire de la Comédie-Française jusqu'au début du XXe siècle. Elle a, depuis, cessé d'être représentée. Mais elle a inspiré à Castil-Blaze son opéra-comique en 3 actes "La Forêt de Sénart, ou La partie de chasse de Henri IV", créé le 14 janvier 1826 au Théâtre de l'Odéon, à Paris.